# M.L. Snowden

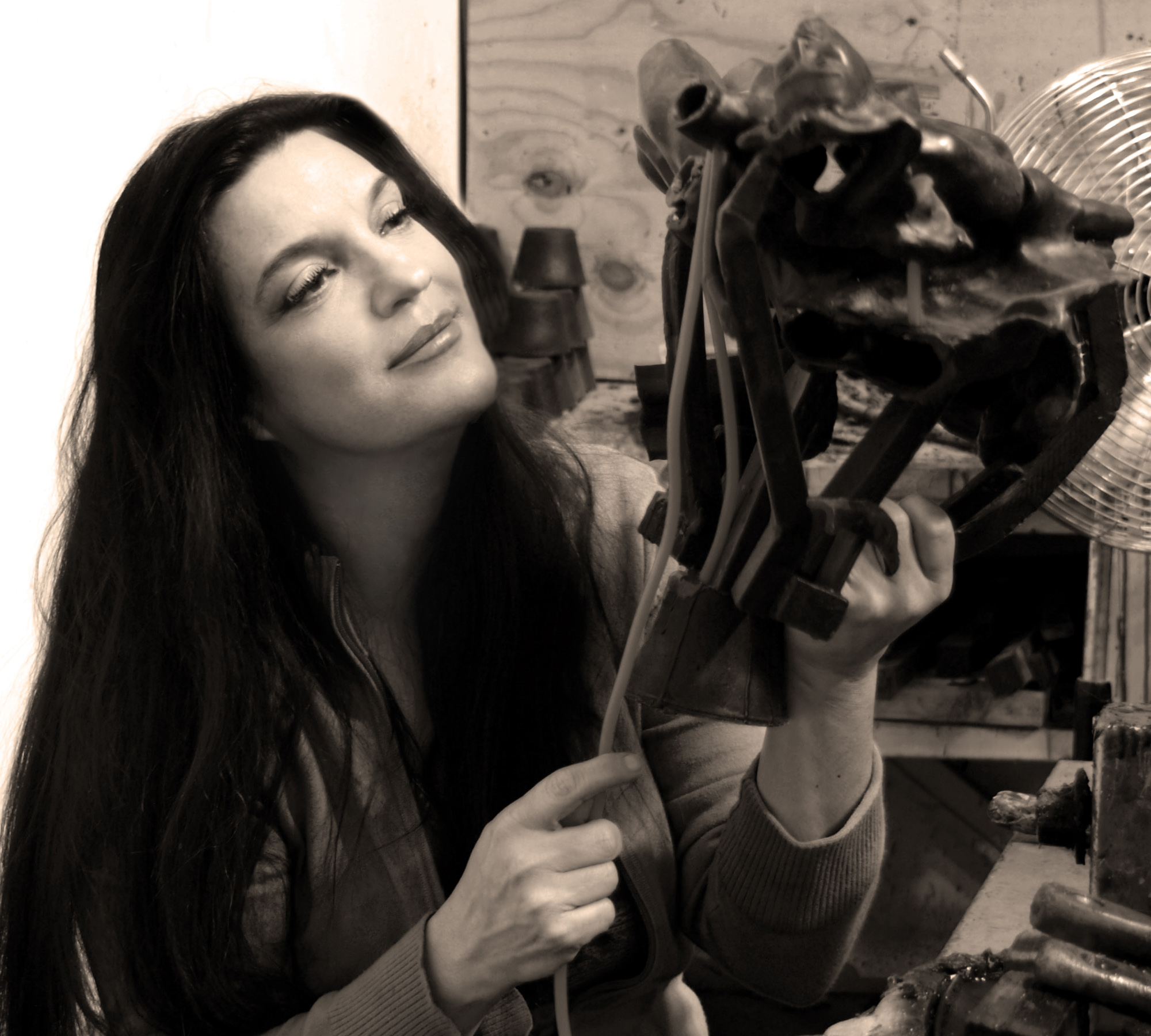
M.L. Snowden

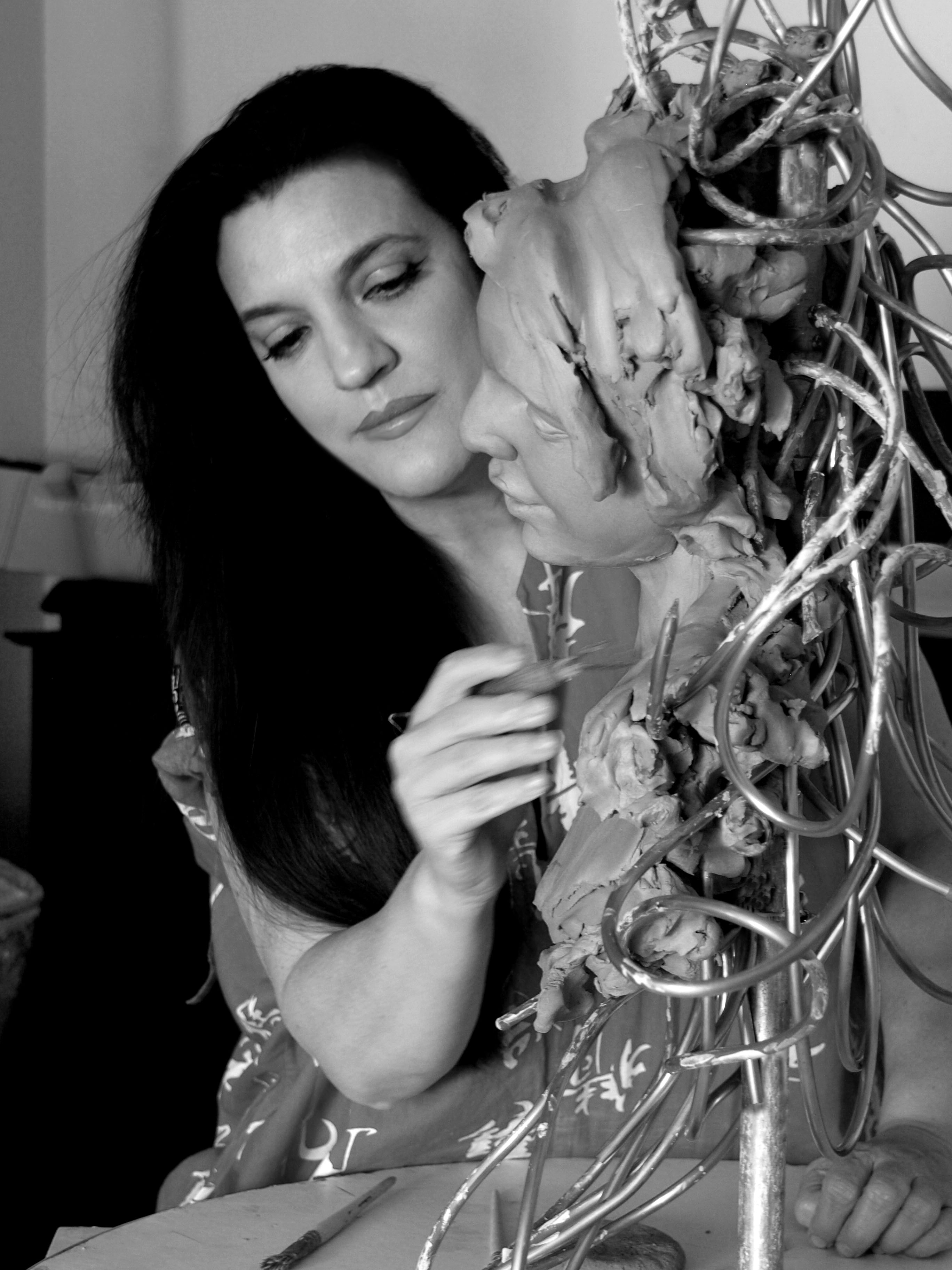
M.L. Snowden i arbete.

Mary Louise Snowden, känd som endast M.L. Snowden, född 1952 i New York, är en amerikansk skulptör.

## Biografi
Snowden började vid fyra års ålder leka i sin fars skulpteringsstudio, och se på när han arbetade. Hon fascinerades av skulpterandet, och vid sju års ålder började hon arbeta med lera. Hon lärde sig sedan transcendentalt skulpterande av sin far, George Holburn Snowden, som bland annat varit elev hos Robert George Eberhard.

## Arbete
Snowden tillverkar till stor del sina skulpturer av cire perdue och brons. Hennes verk utforskar geologiska fenomen och mänsklig figuration.
2007 fick Snowden ta emot Alex J. Ettl-stipendiet. och segrade i Japan's 4th International Rodin Competition. 
Hennes verk inkluderar Altar Angels i Cathedral of Our Lady of the Angels i Los Angeles, Glendale Police Memorial, Ira Kaufman Memorial vid Centinela Hospital Medical Center, samt Albert Gersten Memorial.